# Wilkowiec (Wzgórza Włodzickie)
Wilkowiec (532 m n.p.m.) – wzniesienie w południowo-zachodniej Polsce w Sudetach Środkowych w paśmie Wzgórz Włodzickich.
Wzniesienie położone jest  w północno-środkowej części Wzgórz Włodzickich, 1,6 km na południowy zachód od centrum Słupca.
Rozległe wypiętrzone wzniesienie, w postaci małego grzbietu z wyraźną linią grzbietową o dość stromych zboczach. Zbocza: północne, zachodnie i południowo-zachodnie opadają stromo do doliny potoku Dzik. Wzniesienie wyrasta między Chmielnikiem i Wesołą po południowej stronie a Górą Wszystkich Świętych i Kościelcem po północno-zachodniej stronie, we wschodniej najniższej części Wzgórz Włodzickich ciągnących się w kierunku południowo-wschodnim. Wznosi się w niewielkiej odległości od wzniesienia Wesoła, położonego po południowo-zachodniej stronie, od którego oddzielone jest niewielkim obniżeniem. Wzniesienie od północnego zachodu, południowego zachodu i zachodu od Góry Wszystkich Świętych wyraźnie wydziela dolina potoku Dzik.
Wzniesienie zbudowane z utworów czerwonego spągowca, głównie piaskowców ciosowych i zlepieńców, w których ciągną się karbońskie piaskowce i zlepieńce.  Zbocza wzniesienia pokrywa niewielka warstwa młodszych osadów z okresu zlodowaceń plejstoceńskich. Wierzchołek i znaczną część zboczy wzniesienia, porastają lasy świerkowe i mieszane z przewagą buka. Dolne partie zboczy zajmują nieużytki, łąki i pastwiska, na których rosnące ciągi drzew i kępy krzaków wyznaczają dawne miedze i polne drogi. U podnóża północno-wschodniego i zachodniego zbocza położona jest miejscowość Słupiec. Od południowego wsachodu pod szczyt wzniesienia podchodzą rozproszone zabudowania Zagórza. Południowo-zachodnim podnóżem równolegle do potoku Dzik prowadzi droga Słupiec - Ścinawka Śr.. Położenie wzniesienia, kształt i wyraźna rozciągnięta część szczytowa z niewyraźnie podkreślonym wierzchołkiem, czynią wzniesienie rozpoznawalnym w terenie.
W przeszłości wzniesienie nosiło nazwę: Wilczy Kopel, Wolfskuppe,  Wilczy Kopiec.
Szczyt zaliczany do Odznaki „Korona Nowej Rudy”, inne to:
- Góra Wszystkich Świętych 648 m n.p.m.
- Góra św. Anny 647 m n.p.m.
- Krępiec 645 m n.p.m.
- Sokoli Garb 615 m n.p.m.
- Bogusza 539 m n.p.m.
- Ruda Góra 516 m n.p.m.[2]